# Chevy 500 de 2003
A Chevy 500 de 2004 foi a 16ª e última etapa da temporada de 2003 da Indy Racing League. Disputada em 12 de outubro no Texas Motor Speedway, foi marcada pelo violento acidente envolvendo o sueco Kenny Bräck (Rahal Letterman Racing) e o sul-africano Tomas Scheckter (Chip Ganassi), que causou o encerramento da prova com 195 das 200 voltas programadas.
Em sua despedida da categoria, Gil de Ferran, da Penske, terminou em primeiro lugar, mas não evitou o primeiro dos 6 títulos conquistados pelo neozelandês Scott Dixon, que terminou com apenas 18 pontos de vantagem sobre o piloto brasileiro (507 a 489). Hélio Castroneves, que também brigava pelo título, ficou em 13º lugar e foi superado pelo companheiro de equipe. Tony Kanaan, da Andretti-Green Racing, fez a volta mais rápida da prova.

## O acidente

Momento da batida de Kenny Bräck no alambrado.

Na volta 187, Kenny Bräck, da Rahal Letterman Racing, brigava pelo terceiro lugar com Tomas Scheckter, da Chip Ganassi, quando seu Dallara-Honda enroscou-se com o carro do sul-africano, decolou e bateu com violência no alambrado, se partindo ao meio e voltando para a pista.
Os fiscais viram o sueco desmaiado dentro do cockpit, que permaneceu intacto. Embora Scheckter tivesse saído ileso, a preocupação era com Bräck, que permanecia inconsciente. A bandeira vermelha foi acionada e o piloto da RLR recuperou a consciência enquanto era levado ao Parkland Memorial Hospital. Lá, foram detectadas fraturas no esterno, no fêmur, em uma vértebra e nos tornozelos, além de ferimentos no rosto e uma concussão, e ele permaneceu em estado grave, chegando a passar por uma cirurgia para retirar um coágulo do pulmão, mas conseguiu sobreviver e deixou a UTI 10 dias depois. Com a pista liberada, a bandeira verde foi ativada para mais 6 voltas, e Gil de Ferran permaneceu na liderança até o final, encerrando sua carreira na Indy como vice-campeão.
Após passar 19 meses em recuperação, Bräck se recuperou e voltou a correr nas 500 Milhas de Indianápolis de 2005, substituindo Buddy Rice, que estava lesionado. Aos 39 anos, teve a maior média dos treinos oficiais, porém largou em 23º lugar e abandonou a corrida depois de 92 voltas em decorrência de problemas mecânicos, deixando as pistas no mesmo ano para se dedicar a música, porém voltou a correr 3 anos depois.
Este é considerado o acidente com a maior força G registrada na história do automobilismo, com 214G - o recorde anterior era do britânico David Purley, com 178G, em 1977.

## Resultados
| Pos.                  | Carro | Piloto             | Equipe                     | Motor     | Voltas | Voltas na liderança | Status     | Pontos |
| --------------------- | ----- | ------------------ | -------------------------- | --------- | ------ | ------------------- | ---------- | ------ |
| 1                     | 6     | Gil de Ferran      | Marlboro Team Penske       | Toyota    | 195    | 68                  |            | 52     |
| 2                     | 9     | Scott Dixon        | Target Chip Ganassi Racing | Toyota    | 195    | 57                  |            | 40     |
| 3                     | 7     | Dan Wheldon (R)    | Andretti Green Racing      | Honda     | 195    | 1                   |            | 35     |
| 4                     | 2     | Vítor Meira        | Team Menard                | Chevrolet | 195    | 0                   |            | 32     |
| 5                     | 27    | Bryan Herta        | Andretti Green Racing      | Honda     | 195    | 0                   |            | 30     |
| 6                     | 8     | Scott Sharp        | Kelley Racing              | Toyota    | 195    | 5                   |            | 28     |
| 7                     | 12    | Tora Takagi        | Mo Nunn Racing             | Toyota    | 195    | 0                   |            | 26     |
| 8                     | 13    | Greg Ray           | Access Motorsports         | Honda     | 195    | 0                   |            | 24     |
| 9                     | 31    | Al Unser, Jr.      | Kelley Racing              | Toyota    | 195    | 0                   |            | 22     |
| 10                    | 55    | Roger Yasukawa (R) | Fernández Racing           | Honda     | 195    | 0                   |            | 20     |
| 11                    | 24    | Robbie Buhl        | Dreyer & Reinbold Racing   | Chevrolet | 195    | 0                   |            | 19     |
| 12                    | 23    | Sarah Fisher       | Dreyer & Reinbold Racing   | Chevrolet | 194    | 0                   |            | 18     |
| 13                    | 3     | Hélio Castroneves  | Marlboro Team Penske       | Toyota    | 194    | 0                   |            | 17     |
| 14                    | 11    | Tony Kanaan        | Andretti Green Racing      | Honda     | 193    | 52                  |            | 16     |
| 15                    | 10    | Tomas Scheckter    | Target Chip Ganassi Racing | Toyota    | 187    | 0                   | Acidente   | 15     |
| 16                    | 15    | Kenny Bräck        | Team Rahal                 | Honda     | 187    | 0                   | Acidente   | 14     |
| 17                    | 4     | Sam Hornish Jr.    | Panther Racing             | Chevrolet | 176    | 12                  | Rodou      | 13     |
| 18                    | 91    | Richie Hearn       | Hemelgarn Racing           | Chevrolet | 172    | 0                   | Acidente   | 12     |
| 19                    | 21    | Felipe Giaffone    | Mo Nunn Racing             | Toyota    | 98     | 0                   | Acidente   | 11     |
| 20                    | 52    | Alex Barron        | Red Bull Cheever Racing    | Chevrolet | 98     | 0                   | Acidente   | 10     |
| 21                    | 18    | Ed Carpenter (R)   | PDM Racing                 | Chevrolet | 69     | 0                   | Alternador | 9      |
| 22                    | 14    | A. J. Foyt IV (R)  | A. J. Foyt Enterprises     | Toyota    | 62     | 0                   | Motor      | 8      |
| Official Race Results |       |                    |                            |           |        |                     |            |        |